# کلارندون پریش، جامائیکا
کلارندون پریش، جامائیکا (به لاتین: Clarendon Parish, Jamaica) یک منطقهٔ مسکونی در جامائیکا است که در میدلسکس واقع شده‌است.

## خصوصیات
کلارندون پریش ۱٬۱۹۶ کیلومترمربع مساحت و ۲۱۵٬۵۱۵ نفر جمعیت دارد.